# Gegen Vergessen – Für Demokratie
Gegen Vergessen – Für Demokratie (en français : « Contre l'oubli - pour la démocratie ») est une association à but non lucratif allemande fondée le 19 avril 1993. Indépendante, transpartisane et aconfessionnelle, elle a son siège à Berlin. Elle regroupe plus de 2 000 membres répartis en 26 groupes de travail régionaux afin de « se souvenir des crimes du nazisme et des injustices de la dictature en Allemagne de l'Est ». Ses objectifs sont ensuite étendus à la promotion de la tolérance, de la démocratie et la lutte contre les politiques extrémistes, le racisme, la xénophobie. L'actuel président de l'association est Wolfgang Tiefensee.
En 2003, le pasteur Joachim Gauck, ancien commissaire pour les archives de la Stasi et ancien président de la République fédérale allemande, en a accepté la présidence.